# Vuilleminia corticola
Vuilleminia corticola är en svampart som beskrevs av Parmasto 1965. Vuilleminia corticola ingår i släktet Vuilleminia och familjen Corticiaceae.   Inga underarter finns listade i Catalogue of Life.